# Hercules A
Hercules A è una galassia attiva nella costellazione di Ercole, distante 2 miliardi di anni luce dal sistema solare. Osservata in luce visibile pare una normale galassia ellittica; tuttavia, se osservata nella frequenza delle onde radio, sono visibili due getti di plasma della lunghezza di oltre un milione di anni luce. Analisi più approfondite indicano che la massa della galassia centrale, conosciuta anche come 3C 348, è equivalente a 1000 volte la massa della Via Lattea, mentre il buco nero situato nel suo centro, è circa 1000 volte più massiccio del buco nero situato al centro della nostra galassia, pari cioè a 2,5 miliardi di masse solari.